# Deerita
La deerita és un mineral de la classe dels silicats, que pertany al grup de la deerita-howieïta. Rep el nom en honor del professor William Alexander Deer (Manchester, Anglaterra, 26 d'octubre de 1910 - Cambridge, Anglaterra, 8 de febrer de 2009), mineralogista i petròleg de la Universitat de Cambridge.

## Característiques
La deerita és un silicat de fórmula química (Fe,Mn)₆(Fe,Al)₃[Si₆O₁₇]O₃(OH)₅. Va ser aprovada com a espècie vàlida per l'Associació Mineralògica Internacional l'any 1964. Cristal·litza en el sistema monoclínic. La seva duresa a l'escala de Mohs és 6.
Segons la classificació de Nickel-Strunz, la deerita pertany a «09.DH - Inosilicats amb 4 cadenes senzilles periòdiques, Si₄O₁₂» juntament amb els següents minerals: leucofanita, ohmilita, haradaïta, suzukiïta, batisita, shcherbakovita, taikanita, krauskopfita, balangeroïta, gageïta, enigmatita, dorrita, høgtuvaïta, krinovita, makarochkinita, rhönita, serendibita, welshita, wilkinsonita, safirina, khmaralita, surinamita, howieïta, taneyamalita, johninnesita i agrel·lita.

## Formació i jaciments
Va ser descoberta a la pedrera Laytonville, situada a la localitat homònima del comtat de Mendocino, a Califòrnia (Estats Units). També ha estat descrita en altres indrets dels Estats Units, tant a Califòrnia com als estats de Washington i Oregon, així com a Cuba, Grècia, Turquia, Itàlia, França i la República Popular de la Xina.